# Lucha en lodo

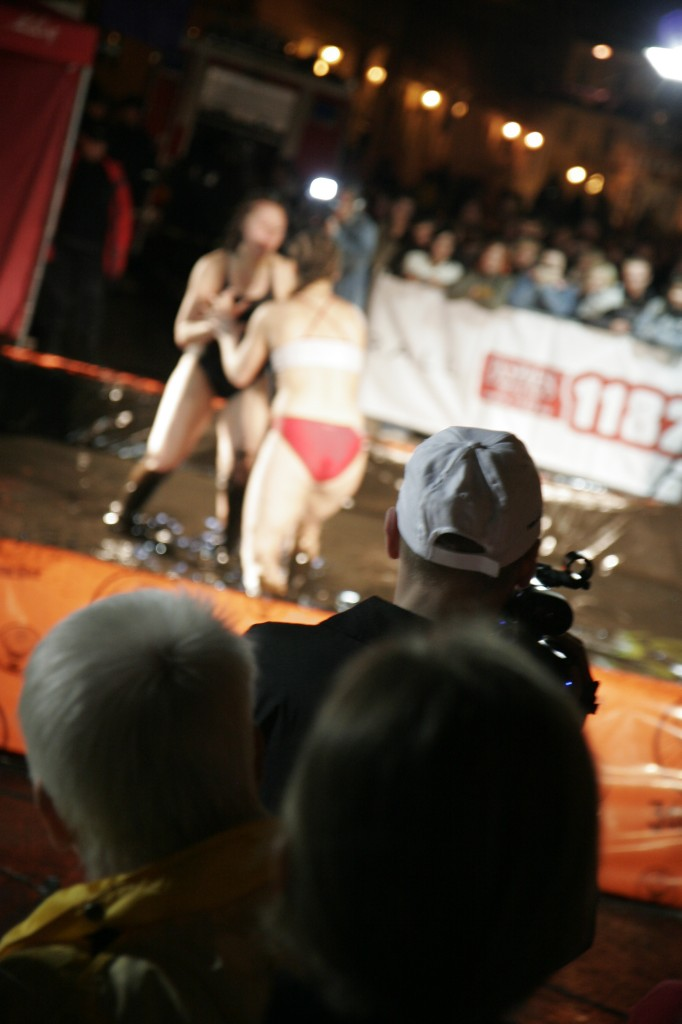
Lucha en lodo en la universidad de Tartu, en la ciudad homónima de Estonia.

La lucha en lodo, en barro, o en fango es cualquier confrontación física (lucha, pelea, etc.) que se da sobre lodo o en una arena de lodo.
No obstante en la acepción popular implica la imagen de mujeres atractivas como contendientes o participantes luchando en traje de baño o con poca o la menor vestimenta posible y con un mayor énfasis en proporcionar un espectáculo (generalmente de carácter erótico) que en la actividad deportiva o competitiva en sí (aunque se presenta como una competencia entre las participantes).
La lucha en aceite y la lucha en gelatina existen como variantes de esta forma de espectáculo (siendo más comunes en el mundo anglosajón).

## Historia
La fecha y el lugar exacto donde se inició la lucha en lodo se desconoce.
En Estados Unidos se ha acreditado al promotor de lucha libre de Houston, Paul Boesch (1912 - 1989), como el inventor de las luchas en lodo. Se dice que el concepto nació tras un encuentro entre dos luchadores promovido por Boesch que se llevó a cabo en Seattle y se había promocionado como un evento de "Lucha india sucia" ("Indian Dirty Wrestling" en inglés). Accidentalmente utilizó demasiada agua, convirtiendo la arena de tierra en lodo.

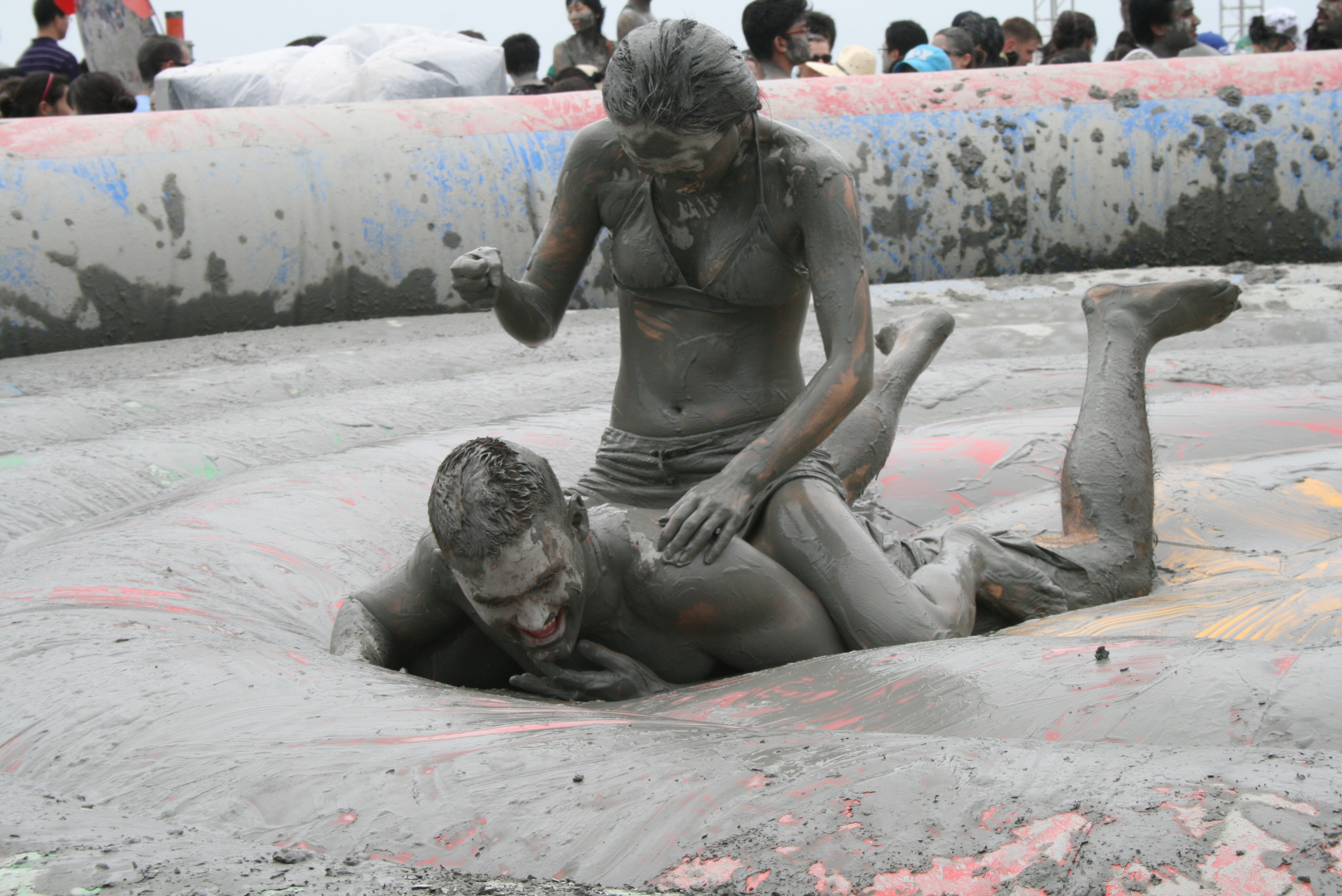
Un hombre y una mujer luchando en lodo en el "Mud Fest 2008".

Durante la década de los 80 gozaron de gran popularidad en los Estados Unidos (más tarde globalmente). Aunque originalmente se tenía como un espectáculo de bares y centros nocturnos; con su popularización, en la actualidad, algunas organizaciones han llegado promover este tipo de eventos con fines de caridad, propagandísticos o publicitarios.

## Organización
Al no estar reglamentado por ningún organismo oficial, las luchas en lodo se pueden considerar más bien un juego, actividad lúdica o espectáculo, y las reglas dependen más bien de quien organice el evento en cuestión.

## Variantes

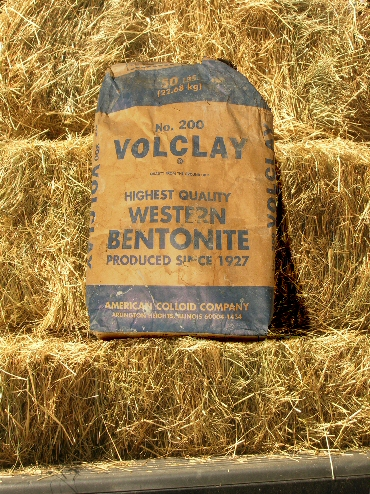
Materia básica para la lucha en lodo: Barro de bentonita de sodio y paja para formar un ring o arena para luchar en lodo.

Una variante común de la lucha en lodo implica luchar en gelatina en lugar de barro o lodo. Esta es conocida en los Estados Unidos como "Jelly-O Wrestling" y "Jelly Wrestling" en el Reino Unido. Otros alimentos a veces utilizados con este fin son el pudín y el chocolate derretido.
Quizás la variante más común es aquella en la que en lugar de luchar sobre lodo las contendientes se cubren en aceite ("Lucha en aciete").
Existe además un deporte tradicional turco conocido como "Yağlı güreş". No obstante, en el Yağlı güreş es un aúntentico deporte reglamentado en el que los participantes se cubren con aceite y se trata de contendientes hombres.